# Angra
Angra is een Braziliaanse power- en progressieve metal band.

## Bandgeschiedenis
Angra werd in 1991 door Andre Matos en Kiko Loureiro opgericht. Luis Mariutti, Rafael Bittencourt en Marco Antunes sloten zich bij hen aan. Enkele weken later namen zij de demo Reaching Horizons op. Als in 1993 het debuutalbum Angels Cry verschijnt, had Marco Antunes de band reeds verlaten.
Op dit album, speelt Alex Holzwarth (Sieges Even, Rhapsody of Fire) als sessiemuzikant de drums. Kort na de opnames werd Ricardo Confessori als nieuwe drummer aangenomen. In deze bezetting verscheen de albums Holy Land en Fireworks.
In het jaar 2000 verlieten Andre, Luis en Ricardo op grond van verschillen met het management de band en zij richten samen met Luis' Bruder Hugo een nieuwe groep op, genaamd Shaaman. Zij werden door Eduardo Falaschi, Aquiles Priester en Felipe Andreoli vervangen.
Rebirth verscheen in 2001 en van de daarop volgende tour werd in 2002 een dubbel-livealbum opgenomen. In 2004 verscheen het conceptalbum Temple Of Shadows, dat de kruisvaardersgeschiedenis behandelt. Op dit album speelden onder andere Hansi Kürsch (Blind Guardian) en Kai Hansen (Gamma Ray) als gastmuzikant mee. Het volgende album, Aurora Consurgens verscheen in 2006 en is gebaseerd op het leven van Thomas van Aquino.

## Discografie
- 1993 - Angels Cry
- 1994 - Evil Warning (ep)
- 1996 - Holy Land
- 1996 - Freedom Call (ep)
- 1997 - Holy Live (live)
- 1998 - Fireworks
- 1998 - Acoustic And More (ep)
- 2001 - Rebirth
- 2002 - Hunters And Prey (ep)
- 2003 - Live In São Paulo (live)
- 2004 - Temple of Shadows
- 2006 - Aurora Consurgens
- 2014 - Secret Garden [2CD]
- 2018 - "ØMNI"
- 2021 - "ØMNI Live" (live)